# Minyctenopsyllus triangularus
Minyctenopsyllus triangularus är en loppart som beskrevs av Liu Chiying, Zhung Zenghu et Wang Shixin 1979. Minyctenopsyllus triangularus ingår i släktet Minyctenopsyllus och familjen smågnagarloppor. Inga underarter finns listade i Catalogue of Life.